# Мухортов, Николай Захарович
Николай Захарович Му́хортов (1860—1898) — кавалергард, помещик Орловской губернии.

## Биография
Родился 24 августа (5 сентября) 1860 года в семье действительного статского советника Захария Николаевича Мухортова.
С 1873 года учился в филологической гимназии при Санкт-Петербургском историко-филологическом институте, которую окончил с золотой медалью в 1878 году. Поступил на юридический факультет Императорского Санкт-Петербургского университета, и в 1882 году, окончив его полный курс, поступил вольноопределяющимся в Кавалергардский полк; 6 июня 1883 года был произведён в корнеты, в 1888 — в поручики. В 1889 году был назначен заведующим полковой телеграфной станцией; в 1894 году стал делопроизводителем полкового суда. В сентябре 1895 года уволился из полка ротмистром с правом ношения мундира и поселился в родовом имении, в сельце Фёдоровка Малоархангельского уезда Орловской губернии. Женат не был.
Умер в 1898 году и был похоронен на кладбище в Фёдоровке, рядом с церковью. К этому времени, в 1897 году имение, заложенное его отцом в Московском опекунском совете в начале 60-х годов, уже перешло «с торгов, произведённых Советом особого отдела Государственного Дворянского земельного банка <…> полковнику Георгию Оттоновичу Раух».